# Dryopteris maximowicziana
Dryopteris maximowicziana là một loài thực vật có mạch thuộc họ Dryopteridaceae. Loài này được Friedrich Anton Wilhelm Miquel miêu tả khoa học đầu tiên năm 1867.